# وزارة المالية (لاوس)
وزارة المالية في لاوس هي الجهة الحكومية المسؤولة عن إدارة الشؤون المالية العامة في البلاد، وذلك بما يتماشى مع لوائح الحزب الحاكم، والمبادئ التوجيهية والسياسات الاقتصادية الوطنية.
يتولى بونشوم أوبونباسيرث منصب وزير المالية منذ عام 2021.